# Iva Toguri D'Aquino
Iva Ikuko Toguri D'Aquino (Los Angeles, 4 luglio 1916 – Chicago, 26 settembre 2006) è stata una conduttrice radiofonica statunitense con cittadinanza giapponese di una trasmissione radiofonica di propaganda disfattista presso Radio Tokyo, che aveva lo scopo di demoralizzare i soldati statunitensi. La sua voce, insieme a quella di circa una dozzina di analoghe presentatrici disfattiste in inglese, era indicata dai comandi alleati con lo pseudonimo di Tokyo Rose (o Tokio Rose: Rosa di Tokyo).

## Biografia
Nacque in una famiglia di origine nipponica: il padre Jun Toguri si era trasferito negli USA fin dal 1899 mentre la madre Fumi aveva raggiunto gli States nel 1913. Da giovane fu una Girl Scout e venne cresciuta all'insegna della religione metodista; nel 1939 si laureò in zoologia all'Università della California a Los Angeles e successivamente lavorò nel negozio dei genitori. Registrata come repubblicana, votò per Wendell Willkie alle elezioni presidenziali del 1940.
Il 5 luglio 1941 salpò da San Pedro alla volta del Giappone, dove aveva intenzione di visitare un parente malato e forse studiare medicina; siccome non possedeva il passaporto statunitense (aveva solo un certificato d'identificazione temporanea, valido solo per il viaggio di andata), durante il suo soggiorno nel Sol Levante chiese al Vice Console degli Stati Uniti a Tokyo il rilascio del passaporto per poter tornare in America: la sua richiesta venne inoltrata al Dipartimento di Stato competente ma, a causa dell'attacco di Pearl Harbor, la domanda si arenò e fu costretta a rimanere in Giappone.
Una volta scoppiata la guerra del Pacifico il governo guidato da Hideki Tōjō le chiese di rinunciare alla cittadinanza statunitense, ma lei rifiutò di farlo (pare che in proposito abbia affermato "Una tigre non cambia le sue strisce"): di conseguenza venne considerata una nemica straniera e non le venne concessa la tessera di guerra per i generi alimentari di prima necessità. Costretta a cercare un impiego, trovò lavoro come dattilografa in un'agenzia di stampa e successivamente passò a Radio Tokyo con la stessa mansione.
A partire dal novembre del 1943, Iva Toguri accettò di condurre una trasmissione di propaganda bellica intitolata The Zero Hour: essa era indirizzata ai soldati americani con lo scopo di demoralizzarli. Soprannominata, impropriamente, Rosa di Tokio, divenne famosa come "la vostra più amichevole nemica" e per la voce sensuale con cui rivolgeva alle armate anglosassoni i propri inviti alla resa. In totale, "Orphan Annie" (altro suo soprannome, mututato dall'omonimo fumetto) condusse 340 puntate di The Zero Hour e fu spesso affiancata dal maggiore australiano Charles Cousens il quale, dopo esser stato catturato nella battaglia di Singapore, venne costretto con la tortura a lavorare per i nipponici.
Iva Toguri eseguì anche sketch comici e pezzi musicali, ma non prese mai parte a rassegne stampa in diretta; di solito, nel suo programma parlava per circa venti minuti. Nonostante guadagnasse solo 150 yen (circa 7 dollari dell'epoca) al mese, utilizzò parte del suo denaro per nutrire prigionieri di guerra e contrabbandare cibo al mercato nero. Il 19 aprile 1945 si sposò con Felipe D'Aquino (o Aquino), cittadino portoghese d'origine giapponese che la convinse a convertirsi al cattolicesimo: il matrimonio venne registrato al consolato lusitano di Tokyo ma la sposa si rifiutò di acquisire la cittadinanza del marito.

## Il dopoguerra

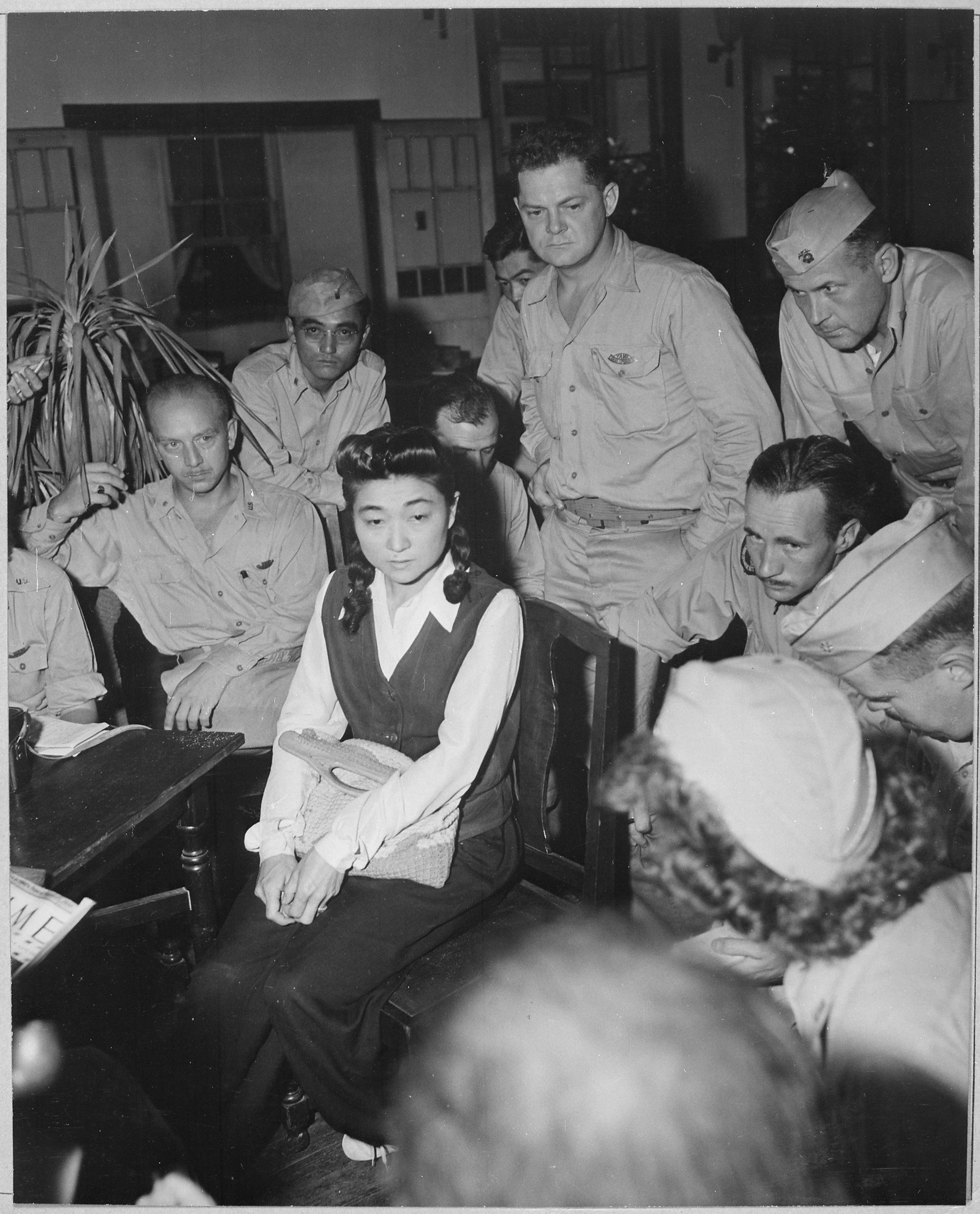
La "Rosa di Tokyo" intervistata dalla stampa nel settembre 1945

Dopo la resa incondizionata del Giappone i reporter Harry T. Brundidge di Cosmopolitan e Clark Lee dell'International News Service le offrirono $2.000 (l'equivalente di un salario annuale medio nel Giappone occupato) per un'intervista. In precarie condizioni economiche, la "Rosa di Tokyo" accettò l'offerta ma scoprì che si trattava di una trappola: il 5 settembre 1945 venne arrestata a Yokohama e rinchiusa in carcere. Dopo un anno di prigione, tuttavia, Douglas MacArthur e l'FBI non riuscirono a trovare le prove che Iva avesse aiutato le potenze dell'Asse e quindi la liberarono.
In aggiunta, i prigionieri di guerra americani e australiani testimoniarono in suo favore, assicurando che Toguri non aveva commesso alcun illecito. Rimasta incinta, chiese che il figlio potesse nascere negli Stati Uniti, ma la richiesta non venne accolta. Il bambino nacque in Giappone, ma morì poco dopo essere venuto al mondo. A quel punto iniziò contro di lei un'aggressione mediatica in cui si distinse l'influente giornalista e conduttore radiofonico Walter Winchell, pertanto il 25 settembre 1948 fu condotta a San Francisco dove venne sottoposta a un processo per alto tradimento.
Il procedimento giudiziario iniziò il 5 luglio 1949 e fu il più lungo e il più costoso processo statunitense dell'epoca: in totale venne speso più di mezzo milione di dollari, ossia 4.96 milioni di dollari attuali. L'accusa presentò 46 testimoni, tra cui due ex supervisori di Toguri a Radio Tokyo; il collegio difensivo dell'imputata, guidato dal celebre avvocato nippo-statunitense Wayne M. Collins, sostenne che la donna aveva sottilmente sabotato l'industria bellica giapponese nel corso del conflitto. Il 29 settembre 1949 venne emessa la sentenza di condanna a dieci anni di reclusione e 10.000 dollari di multa.
Rinchiusa nella prigione federale di Alderson (Virginia Occidentale), la Toguri venne rilasciata sulla parola il 28 gennaio 1956 e in seguito si trasferì a Chicago: impiegata nel negozio "Belmont Avenue", visse e lavorò nel quartiere Lake View fino al giorno della sua morte, quando ormai il suo caso era stato completamente dimenticato. Separata dal marito fin dal giorno della condanna, divorziò nel 1980 (Felipe D'Aquino sarebbe poi morto in Giappone nel 1996) e riacquisì il suo nome da nubile. 
Nel 1976 Ron Yates del Chicago Tribune scoprì che i due testimoni-chiave dell'accusa contro di lei, Kenkichi Oki e George Mitsushio, avevano spergiurato: l'FBI li aveva costretti a fare quelle dichiarazioni, minacciandoli di arresto in caso contrario; il conduttore di 60 Minutes Morley Safer riprese la notizia e la diffuse a livello nazionale. Una volta appurata la verità, il presidente Gerald Ford concesse a Iva Toguri il perdono presidenziale il 19 gennaio 1977, cioè nel suo penultimo giorno di permanenza alla Casa Bianca; la decisione - avallata all'unanimità dal Parlamento della California, dalla Lega dei cittadini nippo-americani e dal senatore S. I. Hayakawa - permise alla "Rosa di Tokyo" di riottenere la cittadinanza statunitense. Il 15 gennaio 2006 le venne assegnato il premio "Edward J. Herlihy" dall'associazione dei Veterani della Seconda guerra mondiale e il 26 settembre successivo morì in un ospedale per cause naturali.